# Erik Ericsson
Johan Erik Ericsson, Ericsson i Malung, född 24 maj 1818 i Sala landsförsamling, Västmanlands län, död 30 april 1898 i Malung, var en svensk komminister och riksdagsman.
Ericsson prästvigdes 1844 och var komminister i Malungs församling 1860–1898. Han var ledamot av Sveriges riksdags andra kammare 1870–1872, invald i Malungs, Lima och Äppelbo samt Nås, Järna och Floda tingslags valkrets.